# Шаретт де ла Контри, Атаназ (1832)
Атаназ Шарль Мари де Шаретт де Ла Контри (фр. Athanase de Charette de La Contrie; 18 сентября 1832, Нант, метрополия Франции — 9 октября 1911[…], Saint-Père-Marc-en-Poulet) — французский военный деятель правых взглядов, герой Франко-прусской войны, бригадный генерал.

## Биография
Родился в 1832 году в Нанте, департамент Вандея. По отцу приходился внуком генералиссимусу вандейцев Франсуа-Атаназу Шаретту де Ла Контри, по матери — внуком Шарлю-Фердинанду де Бурбону, герцогу Беррийскому (мать Атаназа, Луиза де Бурбон, была узаконенной дочерью герцога Беррийского от первого, неофициального брака). 
Атаназ родился в тот момент, когда вторая, равнородная жена (и вдова) Шарля-Фердинанда, герцогиня Беррийская, совместно с его родителями пыталась организовать в Вандее новое масштабное восстание против представителя младшей (Орлеанской) ветви династии Бурбонов, короля Луи-Филиппа, пришедшего к власти в результате революции 1830 года. 

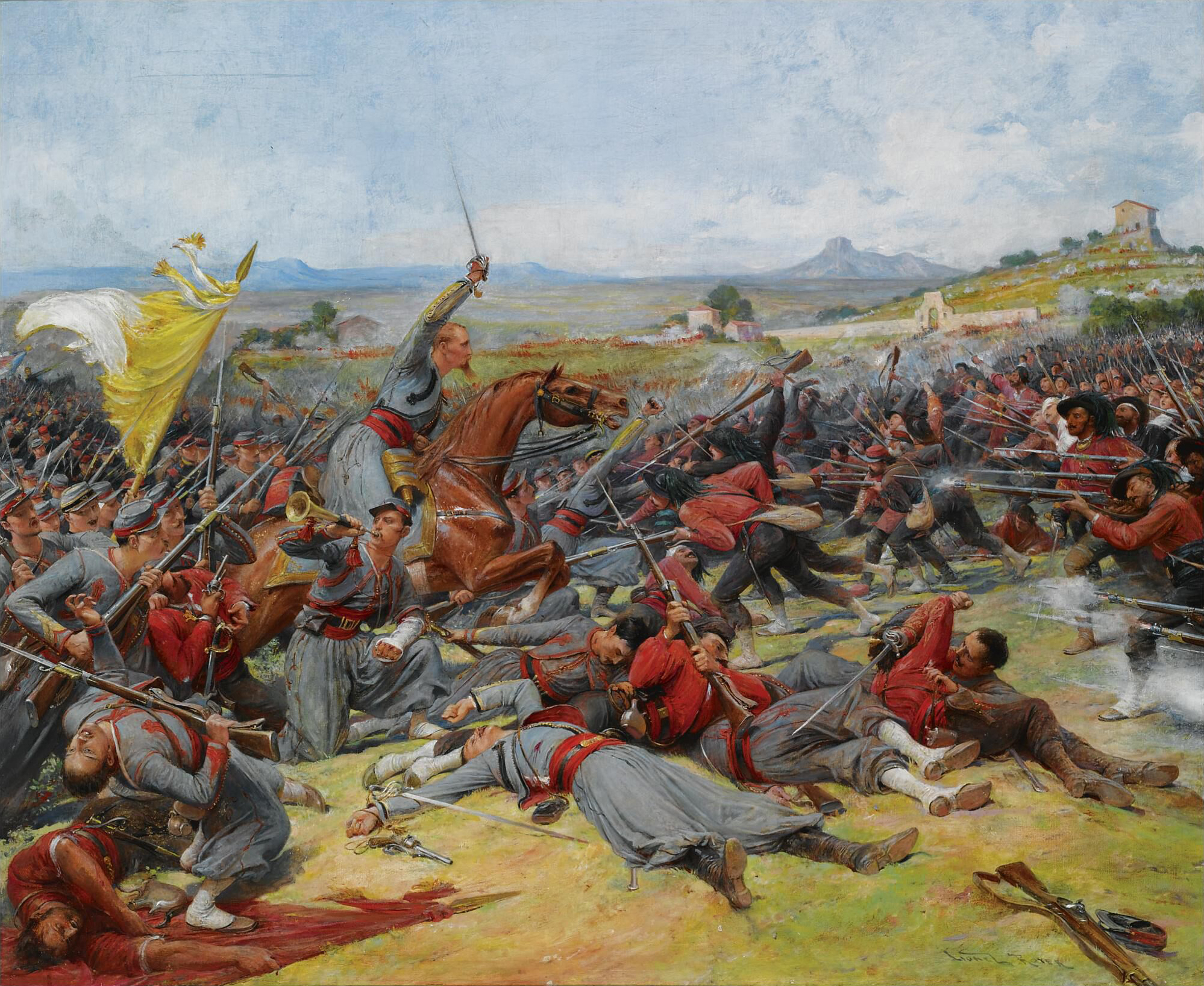
Шаретт во главе своих зуавов в битве при Ментане

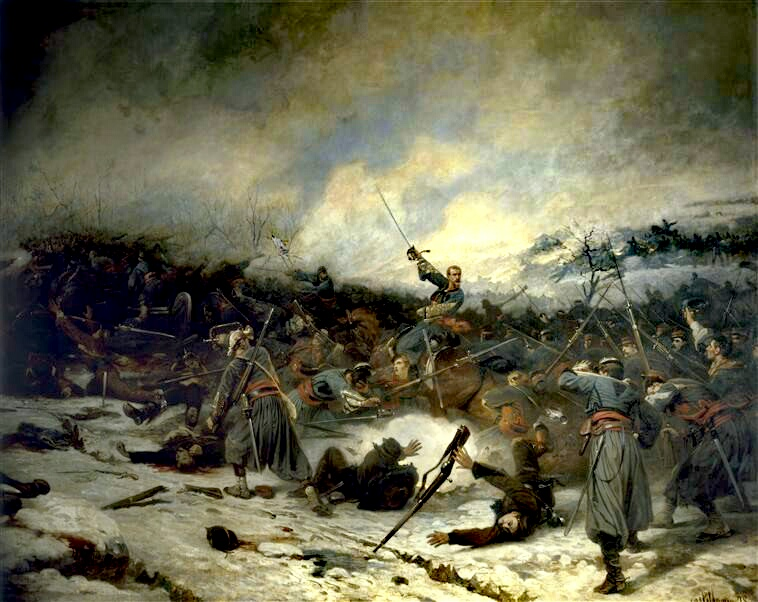
Шаретт во главе своих зуавов в битве при Луаньи.

Через 14 дней новорождённого тайно вывезли из Нанта и крестили в деревенской церкви, что в дальнейшем вызвало разногласия касательно даты его рождения.
После провала мятежа герцогини Беррийской, его родные выехали в Италию, где Атаназ Шаретт вырос, и где учился в Военной академии Турина, столицы Пьемонта (Сардинского королевства). Однако, в 1848 году, на фоне революционных событий в Италии, Атаназ Шаретт покинул Турин, не желая поступать на сардинскую службу, поскольку «революционная политика этого королевства была для него очевидна».
Он уехал в герцогство Моденское, где поступил на службу в австрийскую армию. Однако, в 1859 году, на фоне готовящейся войны между Австрией и Францией, подал в отставку, так как не желал сражаться против своих. 
В 1860 году Атаназ де Шаретт прибыл в Рим, где поступил в армию Папы Римского, чтобы сражаться с итальянскими революционерами (а тем временем, двое его младших братьев по тем же причинам поступили на службу к королю Неаполя). В Риме Шаретт был назначен капитаном 1-й роты франко-бельгийских добровольцев, известной после 1861 года как «Папские зуавы» из-за униформы в восточном вкусе. Сражаясь во главе роты, он был ранен в битве при Кастельфидардо, где папская армия разбита сардинской армией.
В 1867 году, Шаретт, в то время — подполковник папской армии, участвовал в сражении при Ментане против войск Джузеппе Гарибальди.
После оккупации Рима гарибальдийцами и пьемонтскими войсками, Шаретт со своими «зуавами» отправился в Марсель. Там он вёл переговоры с Леоном Гамбеттой об использовании своего подразделения в боевых действиях против Германии. В конечном итоге, Шаретту было позволено реорганизовать своих «зуавов» в Легион западных добровольцев (с сохранением, в общих чертах, прежней униформы), который был прикомандирован к 17-му армейскому корпусу французской армии генерала Луи Гастона де Сониса. В ходе Франко-прусской войны Шаретт с отличием участвовал в ряде сражений, причём в битве при Луаньи был тяжело ранен, попал в плен, но бежал из плена и вскоре вернулся к своим. Не позднее 1871 года Шаретт был произведён в бригадные генералы.
После окончания войны Шаретт трижды избирался в Национальное собрание Франции, и трижды отказался от мандата. Считая, что по-прежнему служит Папе, Шаретт со своими зуавами демобилизовался из французской армии. 
В дальнейшем он стремился доставить престол своему сводному дяде, графу де Шамбору, однако, действовал ненасильственными методами. Около 1877 года он предпринял попытку установить в Вандее памятник погибшим роялистам, а в 1889 году добился возведения памятника уже самому графу де Шамбору. 
Скончался в 1911 году в Бретани.